# Božejovice
Božejovice (německy Boschejowitz) jsou vesnice, část města Jistebnice v okrese Tábor v Jihočeském kraji. Nachází se asi 4,5 kilometru jihozápadně od Jistebnice. Prochází tudy železniční trať Tábor–Ražice. Božejovice jsou také název katastrálního území o rozloze 5,99 km². V katastrálním území Božejovice leží i Jezviny.

## Historie
První písemná zmínka o vesnici pochází z roku 1262.

## Obyvatelstvo
| Rok            | 1869 | 1880 | 1890 | 1900 | 1910 | 1921 | 1930 | 1950 | 1961 | 1970 | 1980 | 1991 | 2001 | 2011 | 2021 |
| -------------- | ---- | ---- | ---- | ---- | ---- | ---- | ---- | ---- | ---- | ---- | ---- | ---- | ---- | ---- | ---- |
| Počet obyvatel | 260  | 297  | 298  | 324  | 304  | 339  | 289  | 269  | 281  | 274  | 256  | 244  | 222  | 191  | 203  |
| Počet domů     | 34   | 40   | 47   | 48   | 49   | 49   | 51   | 60   | 63   | 57   | 62   | 71   | 74   | 75   | 75   |

## Obecní správa
Při sčítání lidu v letech 1850–1899 Božejovice byly osadou obce Drahnětice, se kterým patřily nejprve do okresu Sedlčany, ale v letech 1880–1899 v okrese Tábor. V letech 1900–1980 byly samostatnou obcí, se kterým patřily nejprve do okresu Tábor, ale v roce 1950 v okrese Milevsko a od roku 1960 opět v okrese Tábor. Od 1. července 1980 jsou částí města Jistebnice v okrese Tábor. V letech 1900–1980 k obci patřily Jezviny a v letech 1961–1980 také Drahnětice a Svoříž.

## Fotbal
Klub FC Dynamo Božejovice byl založen v roce 1974 pod názvem TJ JZD Božejovice. Hrálo se na hřišti v Drahněticích až do roku 1980, kdy se začalo hrát na novém, nynějším hřišti. Klubové barvy jsou modrá a žlutá. V současné době (2012) působí v týmu patnáct aktivních hráčů, dva trenéři a další lidé se podílejí na fungování klubu. V sezoně 2011/2012 hraje klub III. třídu okresu Tábor.

## Osobnosti
- Jan Víšek (1890–1966), architekt

## Galerie

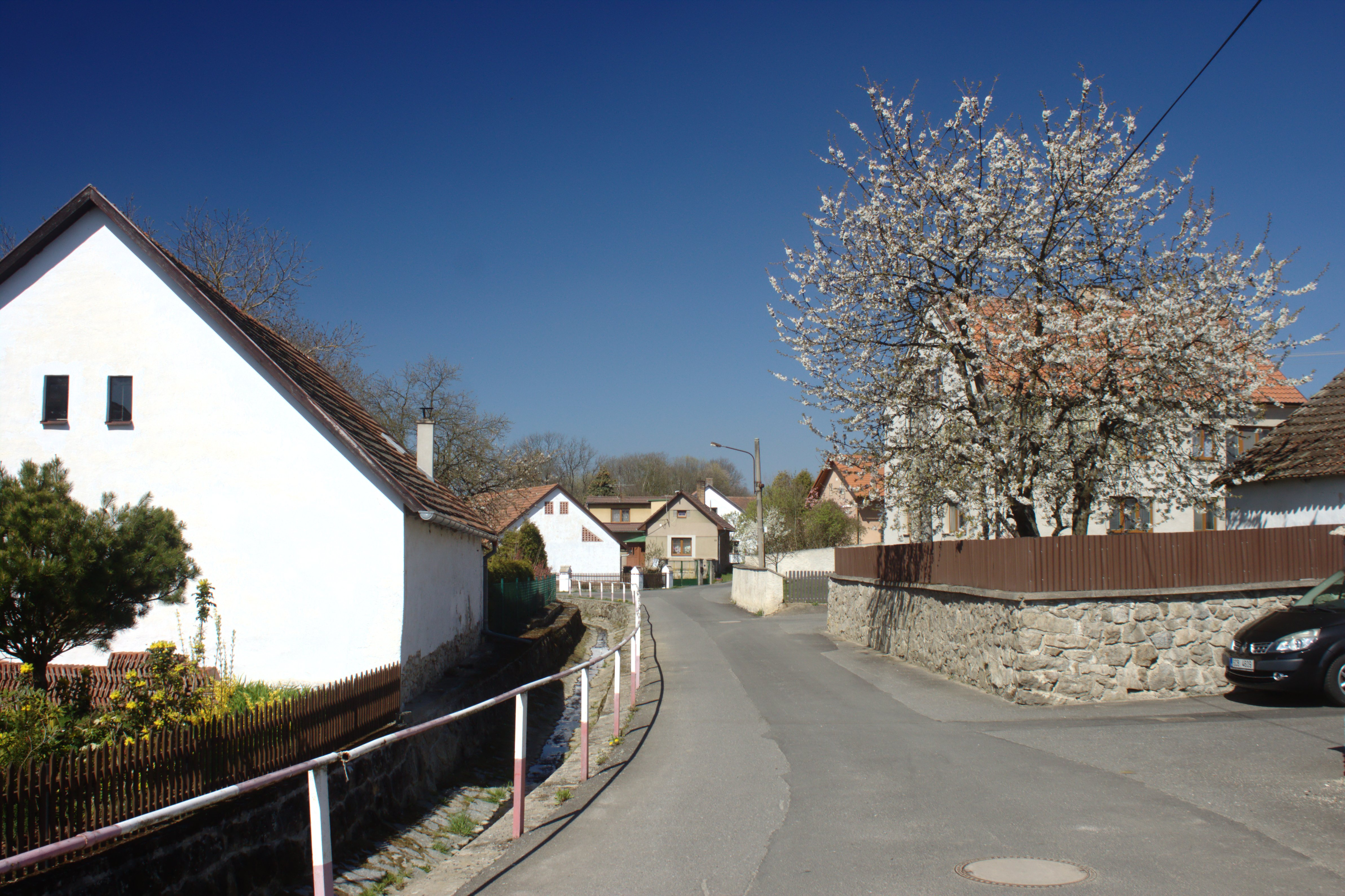
Cesta
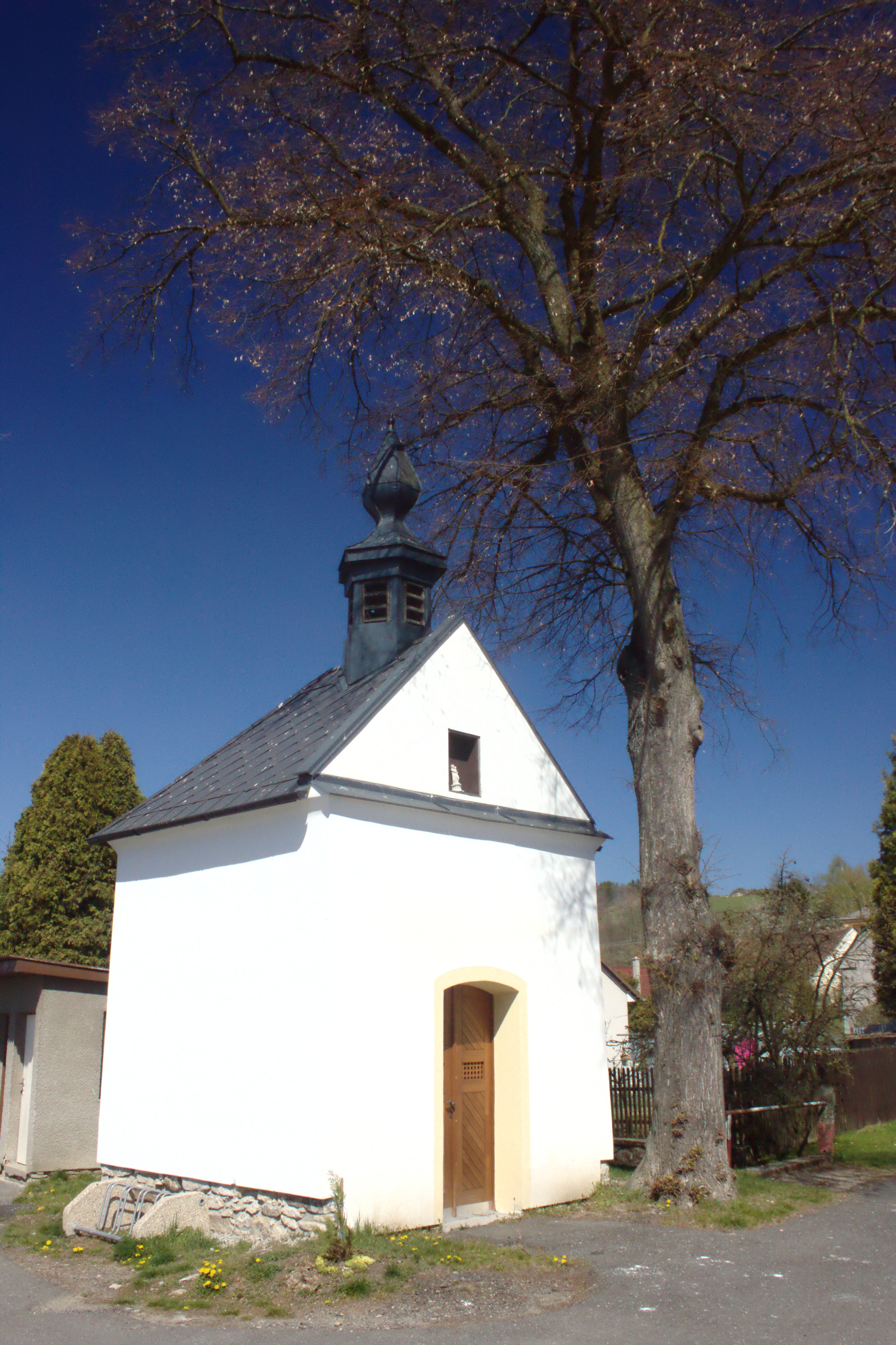
Kaplička
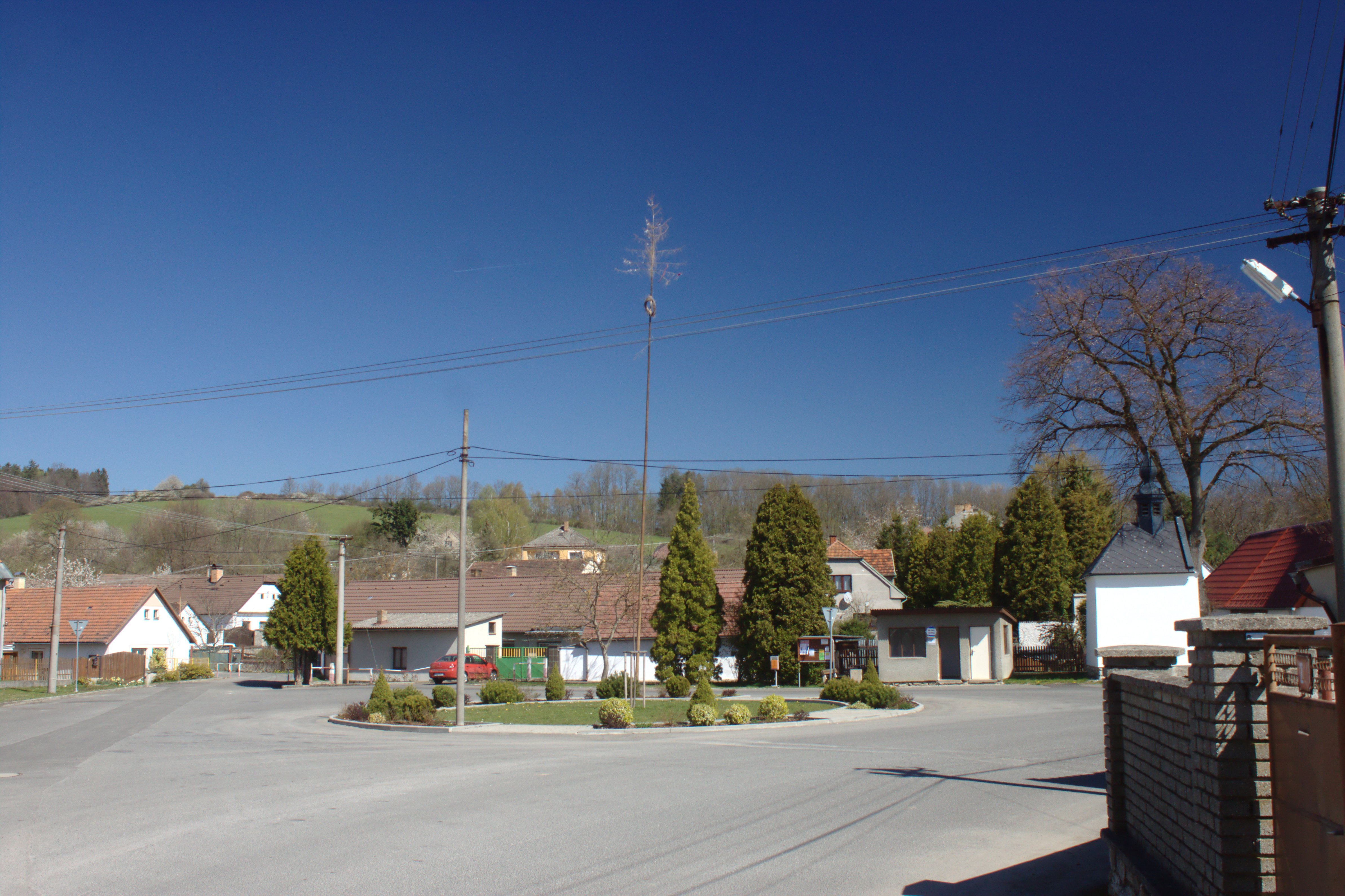
Náves
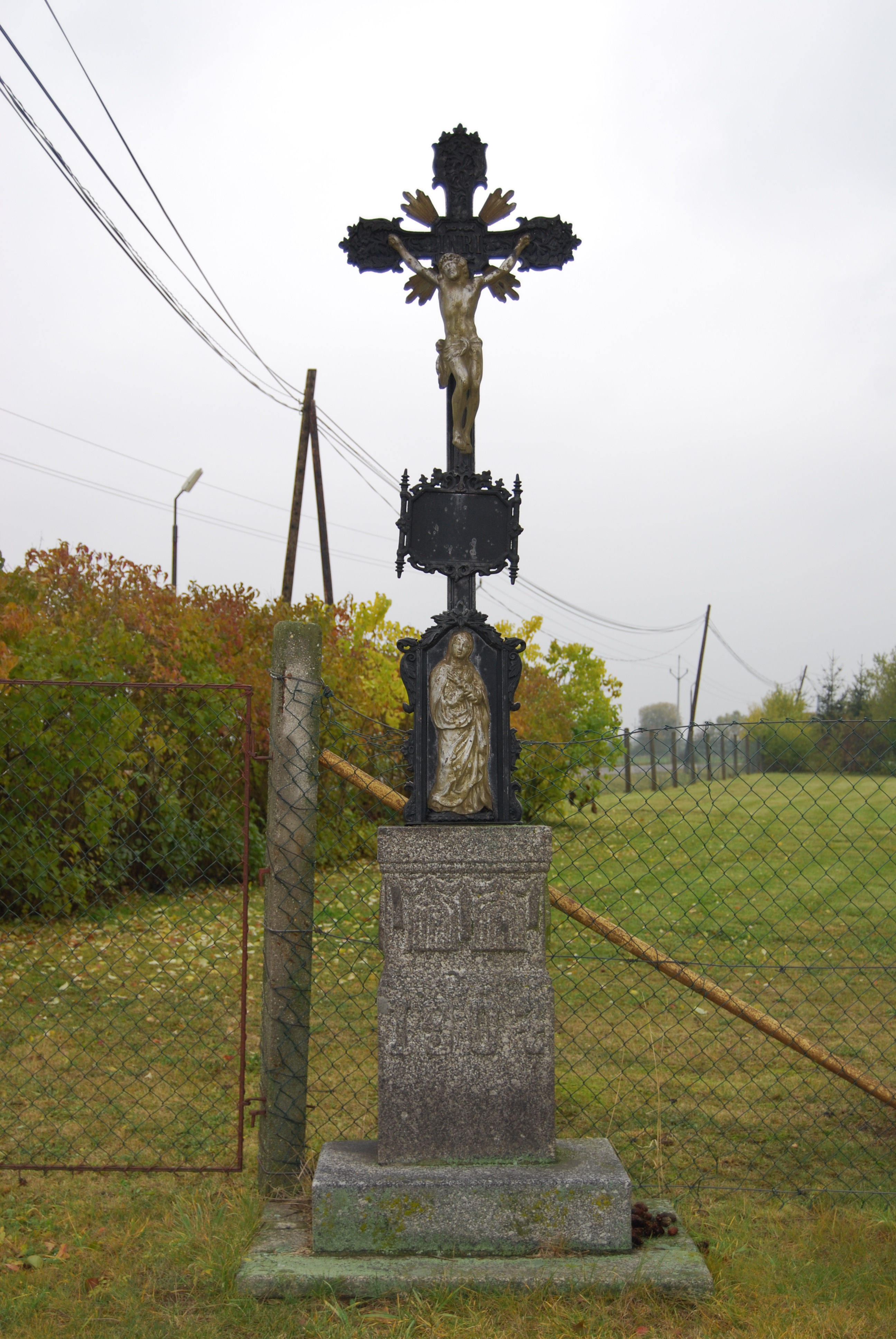
Boží muka u vsi